# Trofeo Zegna de Vela
El Trofeo Zegna de Vela fue una competición de vela que se disputó anualmente entre 1989 y 2007 en Barcelona, bajo la organización del Real Club Náutico de Barcelona. El trofeo fue concebido por el diseñador italiano Ermenegildo Zegna, a imagen y semejanza del "Trofeo Zegna-Regata de Primavera de Portofino", que desde hacía años se venía celebrando en Italia.

## Historia
Desde 1989 el Trofeo Zegna fue creciendo tanto en prestigio como en número de participantes. En un principio sólo competían embarcaciones de la clase IOR, pero sería una de las primeras pruebas en aplicar el sistema de medición, construcción y competición IMS (Internacional Measurement System), que se empezó a utilizar en España en el verano de 1993. Su crecimiento posterior la llevó a rebasar en varias ediciones el centenar de embarcaciones inscritas.
La cita tenía lugar habitualmente durante los tres días de un fin de semana del mes de mayo.